# Nelson Cruz (baseballista)
Nelson Ramón Cruz Martínez (ur. 1 lipca 1980) – dominikański baseballista występujący na pozycji zapolowego w Minnesota Twins.

## Minor League Baseball

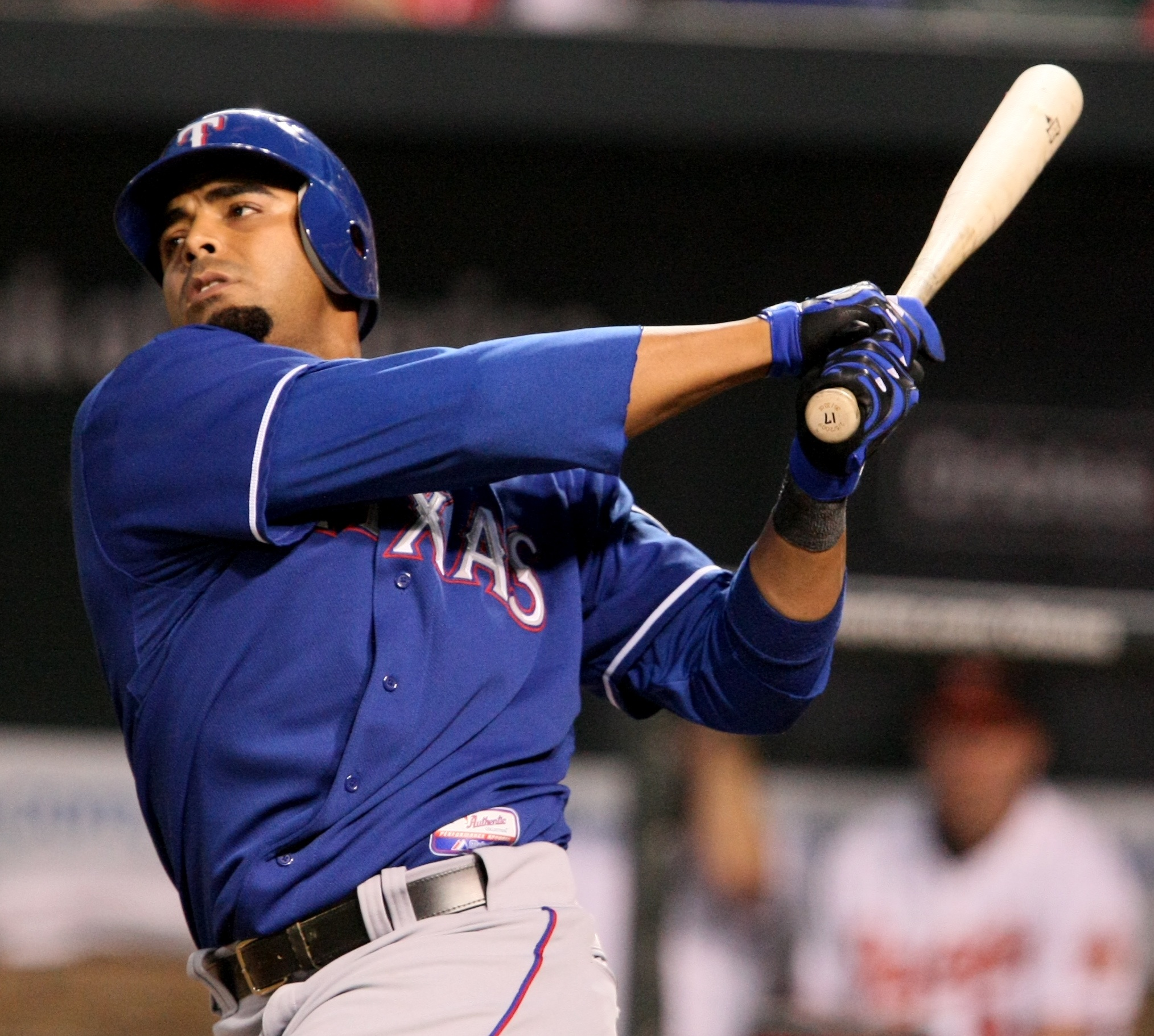
Nelson Cruz jako zawodnik Texas Rangers.

W lutym 1998 podpisał kontrakt z organizacją New York Mets i przez trzy sezony grał w Dominican Summer League. W 2000 w ramach wymiany zawodników przeszedł do Oakland Athletics i przez cztery sezony występował w klubach farmerskich tego zespołu. W grudniu 2004 został zawodnikiem Milwaukee Brewers i przed debiutem w MLB grał między innymi w Nashville Sounds z Pacific Coast League.

## Major League Baseball

### Milwaukee Brewers
W Major League Baseball zadebiutował 17 września 2005 w przegranym 0–7 meczu przeciwko Houston Astros. Sezon 2006 rozpoczął od występów w Nashville Sounds, rozgrywając 103 mecze i uzyskując średnią uderzeń 0,302. W lipcu 2006 w ramach wymiany został oddany do Texas Rangers.

### Texas Rangers
W barwach nowego zespołu po raz pierwszy wystąpił 28 lipca 2006 w meczu z Kansas City Royals jako pinch hitter. Trzy dni później w spotkaniu z Minnesota Twins zdobył pierwszego home runa, zaś 16 sierpnia 2013 w meczu z Los Angeles Angels of Anaheim zdobył pierwszego grand slama w MLB. W 2008 został przesunięty do zespołu Oklahoma RedHawks z Triple-A, w którym zagrał 103 mecze, zanotował średnią 0,342, zdobył 37 home runów i został wybrany Pacific Coast League MVP.
W 2009 był w składzie reprezentacji Dominikany na turnieju World Baseball Classic i po raz pierwszy został wybrany do Meczu Gwiazd w zastępstwie kontuzjowanego Toriiego Huntera. Przystąpił również do Home Run Derby, w którym zajął drugie miejsce za Princem Fielderem z Milwaukee Brewers. W 2010 zagrał we wszystkich meczach World Series, w których Rangers przegrali z San Francisco Giants 1–4.
10 października 2011 w meczu numer 2 American League Championship Series zdobył pierwszego w postseason walk-off grand slama w  drugiej połowie jedenastej zmiany; pierwszym zawodnikiem, który wybił piłkę poza boisko przy wszystkich bazach zajętych był Robin Ventura w 1999, jednak nie dokonał pełnego obiegu i ostatecznie zaliczono to jako single. Dwa dni później w meczu numer 4 zdobył trzypunktowego home runa w pierwszej połowie jedenastej zmiany i został pierwszym graczem w historii, który w postseason zdobył dwa home runy w dwóch różnych meczach tej samej serii w dodatkowych inningach. W Championship Series uzyskał średnią 0,364, pobił dwa rekordy MLB zdobywając 6 home runów, zaliczając 13 RBI i został wybrany najbardziej wartościowym zawodnikiem serii. W World Series Rangers przegrali z St. Louis Cardinals 3–4.
W marcu 2013 zdobył złoty medal na turnieju World Baseball Classic. W lipcu 2013 po raz drugi został wybrany do All-Star Game, zaś miesiąc później został zawieszony na 50 meczów za zażywanie niedozwolonych środków dopingujących. W listopadzie 2013 odrzucił ofertę nowego kontraktu.

### Baltimore Orioles
W lutym 2014 podpisał roczny kontrakt wart 8 milionów dolarów z Baltimore Orioles. W lipcu 2014 znalazł się w wyjściowym składzie AL All-Star Team, otrzymując najwięcej głosów spośród designated hitterów. W sezonie 2014 zdobył najwięcej home runów w MLB (40).

### Seattle Mariners
4 grudnia 2014 jako wolny agent podpisał czteroletni kontrakt wart 57 milionów dolarów ze Seattle Mariners. 13 kwietnia 2015 w meczu międzyligowym z Los Angeles Dodgers zdobył 200. home runa, zaś 26 maja 2015 w spotkaniu z Tampa Bay Rays zaliczył 1000. uderzenie w MLB. 300. home runa wybił 7 lipca 2017 w meczu przeciwko Oakland Athletics.

### Minnesota Twins
W styczniu 2019 został zawodnikiem Minnesota Twins.

## Nagrody i wyróżnienia
| Nagroda/wyróżnienie     | Lata                               | Źródło |
| 6× All-Star             | 2009, 2013, 2014, 2015, 2017, 2018 | [ 2 ]  |
| ALCS MVP                | 2011                               | [ 12 ] |
| 3× Silver Slugger Award | 2015, 2017, 2019                   | [ 2 ]  |